# Europamästerskapen i beachvolley 2020
Europamästerskapen 2020  i beachvolley var det årets upplaga av beachvolley-EM. Tävlingarna pågick 15 till 20 september 2020 i Jūrmala, Lettland. I tävlingarna deltog 32 lag på både dam- och herrsidan.

## Medaljer

### Medaljfördelning
*   Värdland ( Lettland)
| Nr                  | Nation              | Guld | Silver | Brons | Totalt |
| ------------------- | ------------------- | ---- | ------ | ----- | ------ |
| 1                   | Norge (NOR)         | 1    | 0      | 0     | 1      |
| 1                   | Schweiz (SUI)       | 1    | 0      | 0     | 1      |
| 3                   | Ryssland (RUS)      | 0    | 1      | 1     | 2      |
| 4                   | Tyskland (GER)      | 0    | 1      | 0     | 1      |
| 5                   | Italien (ITA)       | 0    | 0      | 1     | 1      |
| Totalt (5 nationer) | Totalt (5 nationer) | 2    | 2      | 2     | 6      |

### Medaljsammanfattning
| Event                    | Guld                                     | Silver                                            | Brons                                           |
| Damer Mer information..  | Schweiz Joana Heidrich Anouk Vergé-Dépré | Tyskland Kim Behrens Cinja Tillmann               | Ryssland Nadezda Makroguzova Svetlana Kholomina |
| Herrar Mer information.. | Norge Anders Mol Christian Sørum         | Ryssland Viacheslav Krasilnikov Oleg Stoyanovskiy | Italien Paolo Nicolai Daniele Lupo              |

## Herrar

### Gruppspel

#### Grupp A
| Pos | Lag                  | M | V | F | P | SV | SF | SK    | BV | BF  | BK    | Kvalificering     |
| --- | -------------------- | - | - | - | - | -- | -- | ----- | -- | --- | ----- | ----------------- |
| 1   | A. Mol–Sørum         | 2 | 2 | 0 | 4 | 4  | 0  | MAX   | 89 | 63  | 1,413 | Åttondelsfinaler  |
| 2   | A. Samoilovs–Šmēdiņš | 2 | 1 | 1 | 3 | 2  | 2  | 1,000 | 68 | 77  | 0,883 | Sextondelsfinaler |
| 3   | Huber–Dressler       | 2 | 1 | 1 | 3 | 2  | 3  | 0,667 | 90 | 104 | 0,865 | Sextondelsfinaler |
| 4   | Nõlvak–Tiisaar       | 2 | 0 | 2 | 2 | 1  | 4  | 0,250 | 99 | 102 | 0,971 |                   |

| Datum  | Tid   |                      | Resultat |                      | Set 1 | Set 2 | Set 3 | Totalt | Rapport |
| ------ | ----- | -------------------- | -------- | -------------------- | ----- | ----- | ----- | ------ | ------- |
| 16 Sep | 12:00 | A. Mol–Sørum         | 2–0      | Huber–Dressler       | 21–13 | 26–24 |       | 47–37  |         |
| 16 Sep | 12:00 | A. Samoilovs–Šmēdiņš | 2–0      | Nõlvak–Tiisaar       | 21–17 | 21–18 |       | 42–35  |         |
| 18 Sep | 08:30 | A. Mol–Sørum         | 2–0      | A. Samoilovs–Šmēdiņš | 21–14 | 21–12 |       | 42–26  |         |
| 18 Sep | 10:10 | Huber–Dressler       | 2–1      | Nõlvak–Tiisaar       | 22–24 | 21–14 | 19–17 | 62–55  |         |

#### Grupp B
| Pos | Lag                      | M | V | F | P | SV | SF | SK    | BV  | BF | BK    | Kvalificering     |
| --- | ------------------------ | - | - | - | - | -- | -- | ----- | --- | -- | ----- | ----------------- |
| 1   | Krasilnikov–Stoyanovskiy | 2 | 2 | 0 | 4 | 4  | 1  | 4,000 | 104 | 87 | 1,195 | Åttondelsfinaler  |
| 2   | Kantor–Łosiak            | 2 | 1 | 1 | 3 | 3  | 2  | 1,500 | 99  | 96 | 1,031 | Sextondelsfinaler |
| 3   | Aye–Gauthier-Rat         | 2 | 1 | 1 | 3 | 2  | 3  | 0,667 | 86  | 90 | 0,956 | Sextondelsfinaler |
| 4   | Bedrītis–Reliņš          | 2 | 0 | 2 | 2 | 1  | 4  | 0,250 | 78  | 94 | 0,830 |                   |

| Datum  | Tid   |                          | Resultat |                  | Set 1 | Set 2 | Set 3 | Totalt | Rapport |
| ------ | ----- | ------------------------ | -------- | ---------------- | ----- | ----- | ----- | ------ | ------- |
| 16 Sep | 10:00 | Krasilnikov–Stoyanovskiy | 2–0      | Bedrītis–Reliņš  | 21–15 | 21–15 |       | 42–30  |         |
| 16 Sep | 10:00 | Kantor–Łosiak            | 2–0      | Aye–Gauthier-Rat | 21–18 | 21–16 |       | 42–34  |         |
| 18 Sep | 08:30 | Krasilnikov–Stoyanovskiy | 2–1      | Kantor–Łosiak    | 21–16 | 24–26 | 17–15 | 62–57  |         |
| 18 Sep | 10:10 | Bedrītis–Reliņš          | 1–2      | Aye–Gauthier-Rat | 15–21 | 21–16 | 12–15 | 48–52  |         |

#### Grupp C
| Pos | Lag                     | M | V | F | P | SV | SF | SK    | BV  | BF | BK    | Kvalificering     |
| --- | ----------------------- | - | - | - | - | -- | -- | ----- | --- | -- | ----- | ----------------- |
| 1   | Varenhorst–van de Velde | 2 | 2 | 0 | 4 | 4  | 1  | 4,000 | 100 | 87 | 1,149 | Åttondelsfinaler  |
| 2   | Thole–Wickler           | 2 | 1 | 1 | 3 | 3  | 2  | 1,500 | 96  | 82 | 1,171 | Sextondelsfinaler |
| 3   | Bryl–Miszczuk           | 2 | 1 | 1 | 3 | 2  | 3  | 0,667 | 86  | 96 | 0,896 | Sextondelsfinaler |
| 4   | Solovejs–M. Samoilovs   | 2 | 0 | 2 | 2 | 1  | 4  | 0,250 | 78  | 95 | 0,821 |                   |

| Datum  | Tid   |                         | Resultat |                         | Set 1 | Set 2 | Set 3 | Totalt | Rapport |
| ------ | ----- | ----------------------- | -------- | ----------------------- | ----- | ----- | ----- | ------ | ------- |
| 16 Sep | 11:00 | Thole–Wickler           | 2–0      | Solovejs–M. Samoilovs   | 21–11 | 21–13 |       | 42–24  |         |
| 16 Sep | 11:00 | Varenhorst–van de Velde | 2–0      | Bryl–Miszczuk           | 21–14 | 21–19 |       | 42–33  |         |
| 18 Sep | 09:20 | Thole–Wickler           | 1–2      | Varenhorst–van de Velde | 18–21 | 24–22 | 12–15 | 54–58  |         |
| 18 Sep | 11:00 | Solovejs–M. Samoilovs   | 1–2      | Bryl–Miszczuk           | 21–16 | 19–21 | 14–16 | 54–53  |         |

#### Grupp D
| Pos | Lag                   | M | V | F | P | SV | SF | SK    | BV | BF | BK    | Kvalificering     |
| --- | --------------------- | - | - | - | - | -- | -- | ----- | -- | -- | ----- | ----------------- |
| 1   | Pļaviņš–Točs          | 2 | 2 | 0 | 4 | 4  | 0  | MAX   | 85 | 71 | 1,197 | Åttondelsfinaler  |
| 2   | Doppler–Horst         | 2 | 1 | 1 | 3 | 2  | 2  | 1,000 | 80 | 77 | 1,039 | Sextondelsfinaler |
| 3   | Koekelkoren–van Walle | 2 | 1 | 1 | 3 | 2  | 2  | 1,000 | 77 | 72 | 1,069 | Sextondelsfinaler |
| 4   | Dumek–Bercik          | 2 | 0 | 2 | 2 | 0  | 4  | 0,000 | 64 | 86 | 0,744 |                   |

| Datum  | Tid   |                       | Resultat |                       | Set 1 | Set 2 | Set 3 | Totalt | Rapport |
| ------ | ----- | --------------------- | -------- | --------------------- | ----- | ----- | ----- | ------ | ------- |
| 16 Sep | 13:00 | Pļaviņš–Točs          | 2–0      | Koekelkoren–van Walle | 21–16 | 21–19 |       | 42–35  |         |
| 16 Sep | 13:00 | Dumek–Bercik          | 0–2      | Doppler–Horst         | 13–21 | 21–23 |       | 34–44  |         |
| 18 Sep | 09:20 | Pļaviņš–Točs          | 2–0      | Doppler–Horst         | 22–20 | 21–16 |       | 43–36  |         |
| 18 Sep | 11:00 | Koekelkoren–van Walle | 2–0      | Dumek–Bercik          | 21–18 | 21–12 |       | 42–30  |         |

#### Grupp E
| Pos | Lag                 | M | V | F | P | SV | SF | SK    | BV  | BF  | BK    | Kvalificering     |
| --- | ------------------- | - | - | - | - | -- | -- | ----- | --- | --- | ----- | ----------------- |
| 1   | Heidrich–Gerson     | 2 | 2 | 0 | 4 | 4  | 1  | 4,000 | 95  | 90  | 1,056 | Åttondelsfinaler  |
| 2   | Dziadkou–Piatrushka | 2 | 1 | 1 | 3 | 2  | 3  | 0,667 | 85  | 92  | 0,924 | Sextondelsfinaler |
| 3   | Nicolai–Lupo        | 2 | 1 | 1 | 3 | 3  | 3  | 1,000 | 105 | 92  | 1,141 | Sextondelsfinaler |
| 4   | Dollinger–Winter    | 2 | 0 | 2 | 2 | 2  | 4  | 0,500 | 97  | 108 | 0,898 |                   |

| Datum  | Tid   |                     | Resultat |                     | Set 1 | Set 2 | Set 3 | Totalt | Rapport |
| ------ | ----- | ------------------- | -------- | ------------------- | ----- | ----- | ----- | ------ | ------- |
| 16 Sep | 11:00 | Heidrich–Gerson     | 2–1      | Dollinger–Winter    | 21–17 | 16–21 | 16–14 | 53–52  |         |
| 16 Sep | 13:00 | Nicolai–Lupo        | 1–2      | Dziadkou–Piatrushka | 21–11 | 17–21 | 12–15 | 50–47  |         |
| 18 Sep | 09:20 | Dziadkou–Piatrushka | 0–2      | Heidrich–Gerson     | 19–21 | 19–21 |       | 38–42  |         |
| 18 Sep | 11:00 | Nicolai–Lupo        | 2–1      | Dollinger–Winter    | 19–21 | 21–17 | 15–7  | 55–45  |         |

#### Grupp F
| Pos | Lag                      | M | V | F | P | SV | SF | SK    | BV  | BF | BK    | Kvalificering     |
| --- | ------------------------ | - | - | - | - | -- | -- | ----- | --- | -- | ----- | ----------------- |
| 1   | Lyamin–Myskiv            | 2 | 2 | 0 | 4 | 4  | 2  | 2,000 | 108 | 99 | 1,091 | Åttondelsfinaler  |
| 2   | Brouwer–Meeuwsen         | 2 | 1 | 1 | 3 | 3  | 2  | 1,500 | 95  | 77 | 1,234 | Sextondelsfinaler |
| 3   | Bergmann–L. Pfretzschner | 2 | 1 | 1 | 3 | 3  | 2  | 1,500 | 93  | 97 | 0,959 | Sextondelsfinaler |
| 4   | Jirgensons–Aišpurs       | 2 | 0 | 2 | 2 | 0  | 4  | 0,000 | 66  | 89 | 0,742 |                   |

| Datum  | Tid   |                    | Resultat |                          | Set 1 | Set 2 | Set 3 | Totalt | Rapport |
| ------ | ----- | ------------------ | -------- | ------------------------ | ----- | ----- | ----- | ------ | ------- |
| 16 Sep | 10:00 | Lyamin–Myskiv      | 2–1      | Bergmann–L. Pfretzschner | 18–21 | 21–16 | 15–9  | 54–46  |         |
| 16 Sep | 12:00 | Brouwer–Meeuwsen   | 2–0      | Jirgensons–Aišpurs       | 21–10 | 21–13 |       | 42–23  |         |
| 18 Sep | 09:20 | Brouwer–Meeuwsen   | 1–2      | Lyamin–Myskiv            | 19–21 | 21–18 | 13–15 | 53–54  |         |
| 18 Sep | 10:10 | Jirgensons–Aišpurs | 0–2      | Bergmann–L. Pfretzschner | 23–25 | 20–22 |       | 43–47  |         |

#### Grupp G
| Pos | Lag                    | M | V | F | P | SV | SF | SK    | BV  | BF  | BK    | Kvalificering     |
| --- | ---------------------- | - | - | - | - | -- | -- | ----- | --- | --- | ----- | ----------------- |
| 1   | H. Mol–Berntsen        | 2 | 2 | 0 | 4 | 4  | 0  | MAX   | 99  | 83  | 1,193 | Åttondelsfinaler  |
| 2   | Likholetov–Bykanov     | 2 | 1 | 1 | 3 | 2  | 3  | 0,667 | 104 | 112 | 0,929 | Sextondelsfinaler |
| 3   | Pristauz–Hörl          | 2 | 1 | 1 | 3 | 3  | 2  | 1,500 | 97  | 78  | 1,244 | Sextondelsfinaler |
| 4   | Ehlers–S. Pfretzschner | 2 | 0 | 2 | 2 | 0  | 4  | 0,000 | 57  | 84  | 0,679 |                   |

| Datum  | Tid   |                        | Resultat |                    | Set 1 | Set 2 | Set 3 | Totalt | Rapport |
| ------ | ----- | ---------------------- | -------- | ------------------ | ----- | ----- | ----- | ------ | ------- |
| 16 Sep | 10:00 | Ehlers–S. Pfretzschner | 0–2      | H. Mol–Berntsen    | 16–21 | 16–21 |       | 32–42  |         |
| 16 Sep | 12:00 | Likholetov–Bykanov     | 2–1      | Pristauz–Hörl      | 12–21 | 21–16 | 20–18 | 53–55  |         |
| 18 Sep | 08:30 | H. Mol–Berntsen        | 2–0      | Likholetov–Bykanov | 21–17 | 36–34 |       | 57–51  |         |
| 18 Sep | 10:10 | Ehlers–S. Pfretzschner | 0–2      | Pristauz–Hörl      | 14–21 | 11–21 |       | 25–42  |         |

#### Grupp H
| Pos | Lag                  | M | V | F | P | SV | SF | SK    | BV | BF | BK    | Kvalificering     |
| --- | -------------------- | - | - | - | - | -- | -- | ----- | -- | -- | ----- | ----------------- |
| 1   | Herrera–Gavira       | 2 | 2 | 0 | 4 | 4  | 0  | MAX   | 85 | 38 | 2,237 | Åttondelsfinaler  |
| 2   | Windisch–Carambula   | 2 | 1 | 1 | 3 | 2  | 2  | 1,000 | 80 | 78 | 1,026 | Sextondelsfinaler |
| 3   | Krattiger–Breer      | 2 | 1 | 1 | 3 | 2  | 2  | 1,000 | 77 | 69 | 1,116 | Sextondelsfinaler |
| 4   | Rinkevičs–Gabdulļins | 2 | 0 | 2 | 2 | 0  | 4  | 0,000 | 27 | 84 | 0,321 |                   |

| Datum  | Tid   |                    | Resultat |                      | Set 1 | Set 2 | Set 3 | Totalt | Rapport |
| ------ | ----- | ------------------ | -------- | -------------------- | ----- | ----- | ----- | ------ | ------- |
| 16 Sep | 11:00 | Windisch–Carambula | 2–0      | Krattiger–Breer      | 21–18 | 21–17 |       | 42–35  |         |
| 16 Sep | 13:00 | Herrera–Gavira     | 2–0      | Rinkevičs–Gabdulļins | 21–0  | 21–0  |       | 42–0   |         |
| 18 Sep | 08:30 | Windisch–Carambula | 0–2      | Herrera–Gavira       | 20–22 | 18–21 |       | 38–43  |         |
| 18 Sep | 11:00 | Krattiger–Breer    | 2–0      | Rinkevičs–Gabdulļins | 21–14 | 21–13 |       | 42–27  |         |

### Slutspel

#### Sextondelsfinaler
| Datum  | Tid   |                      | Resultat |                          | Set 1 | Set 2 | Set 3 | Totalt | Rapport |
| ------ | ----- | -------------------- | -------- | ------------------------ | ----- | ----- | ----- | ------ | ------- |
| 18 Sep | 14:30 | Likholetov–Bykanov   | 0–2      | Aye–Gauthier-Rat         | 17–21 | 16–21 |       | 33–42  |         |
| 18 Sep | 15:20 | Doppler–Horst        | 0–2      | Bryl–Miszczuk            | 18–21 | 19–21 |       | 37–42  |         |
| 18 Sep | 14:30 | Kantor–Łosiak        | 2–0      | Pristauz–Hörl            | 21–19 | 21–17 |       | 42–36  |         |
| 18 Sep | 15:20 | Thole–Wickler        | 1–2      | Nicolai–Lupo             | 24–26 | 21–13 | 12–15 | 57–54  |         |
| 18 Sep | 15:20 | Dziadkou–Piatrushka  | 0–2      | Krattiger–Breer          | 16–21 | 19–21 |       | 35–42  |         |
| 18 Sep | 15:20 | A. Samoilovs–Šmēdiņš | 2–0      | Koekelkoren–van Walle    | 21–18 | 21–16 |       | 42–34  |         |
| 18 Sep | 14:30 | Windisch–Carambula   | 2–1      | Bergmann–L. Pfretzschner | 16–21 | 21–17 | 15–10 | 52–48  |         |
| 18 Sep | 14:30 | Brouwer–Meeuwsen     | 1–2      | Huber–Dressler           | 21–16 | 17–21 | 12–15 | 50–52  |         |

#### Åttondelsfinaler
| Datum  | Tid   |                          | Resultat |                      | Set 1 | Set 2 | Set 3 | Totalt | Rapport |
| ------ | ----- | ------------------------ | -------- | -------------------- | ----- | ----- | ----- | ------ | ------- |
| 19 Sep | 10:00 | A. Mol–Sørum             | 2–0      | Aye–Gauthier-Rat     | 21–12 | 21–14 |       | 42–26  |         |
| 19 Sep | 11:00 | Herrera–Gavira           | 2–0      | Bryl–Miszczuk        | 21–18 | 21–17 |       | 42–35  |         |
| 19 Sep | 10:00 | Heidrich–Gerson          | 0–2      | Kantor–Łosiak        | 19–21 | 16–21 |       | 35–42  |         |
| 19 Sep | 10:00 | Pļaviņš–Točs             | 0–2      | Nicolai–Lupo         | 17–21 | 18–21 |       | 35–42  |         |
| 19 Sep | 11:00 | Varenhorst–van de Velde  | 0–2      | Krattiger–Breer      | 19–21 | 21–23 |       | 40–44  |         |
| 19 Sep | 11:00 | Lyamin–Myskiv            | 2–0      | A. Samoilovs–Šmēdiņš | 21–18 | 22–20 |       | 43–38  |         |
| 19 Sep | 10:00 | H. Mol–Berntsen          | 2–1      | Windisch–Carambula   | 12–21 | 21–16 | 15–10 | 48–47  |         |
| 19 Sep | 11:00 | Krasilnikov–Stoyanovskiy | 2–0      | Huber–Dressler       | 21–14 | 21–19 |       | 42–33  |         |

#### Kvartsfinaler
| Datum  | Tid   |                 | Resultat |                          | Set 1 | Set 2 | Set 3 | Totalt | Rapport |
| ------ | ----- | --------------- | -------- | ------------------------ | ----- | ----- | ----- | ------ | ------- |
| 19 Sep | 17:00 | A. Mol–Sørum    | 2–0      | Herrera–Gavira           | 21–16 | 21–16 |       | 42–32  |         |
| 19 Sep | 15:00 | Kantor–Łosiak   | 1–2      | Nicolai–Lupo             | 19–21 | 21–19 | 16–18 | 56–58  |         |
| 19 Sep | 16:00 | Krattiger–Breer | 0–2      | Lyamin–Myskiv            | 15–21 | 18–21 |       | 33–42  |         |
| 19 Sep | 17:00 | H. Mol–Berntsen | 0–2      | Krasilnikov–Stoyanovskiy | 14–21 | 9–21  |       | 23–42  |         |

#### Semifinaler
| Datum  | Tid   |               | Resultat |                          | Set 1 | Set 2 | Set 3 | Totalt | Rapport |
| ------ | ----- | ------------- | -------- | ------------------------ | ----- | ----- | ----- | ------ | ------- |
| 20 Sep | 12:30 | A. Mol–Sørum  | 2–0      | Nicolai–Lupo             | 27–25 | 21–19 |       | 48–44  |         |
| 20 Sep | 13:45 | Lyamin–Myskiv | 0–2      | Krasilnikov–Stoyanovskiy | 17–21 | 16–21 |       | 33–42  |         |

#### Match om tredjepris
| Datum  | Tid   |              | Resultat |               | Set 1 | Set 2 | Set 3 | Totalt | Rapport |
| ------ | ----- | ------------ | -------- | ------------- | ----- | ----- | ----- | ------ | ------- |
| 20 Sep | 17:30 | Nicolai–Lupo | 2–1      | Lyamin–Myskiv | 17–21 | 23–21 | 15–12 | 55–54  |         |

#### Final
| Datum  | Tid   |              | Resultat |                          | Set 1 | Set 2 | Set 3 | Totalt | Rapport |
| ------ | ----- | ------------ | -------- | ------------------------ | ----- | ----- | ----- | ------ | ------- |
| 20 Sep | 19:00 | A. Mol–Sørum | 2–0      | Krasilnikov–Stoyanovskiy | 21–19 | 21–15 |       | 42–34  |         |

## Damer

### Gruppspel

#### Grupp A
| Pos | Lag               | M | V | F | P | SV | SF | SK    | BV | BF | BK    | Kvalificering     |
| --- | ----------------- | - | - | - | - | -- | -- | ----- | -- | -- | ----- | ----------------- |
| 1   | Hüberli–Betschart | 2 | 2 | 0 | 4 | 4  | 0  | MAX   | 84 | 57 | 1,474 | Åttondelsfinaler  |
| 2   | Soria–Carro       | 2 | 1 | 1 | 3 | 2  | 2  | 1,000 | 67 | 82 | 0,817 | Sextondelsfinaler |

| Datum  | Tid   |                      | Resultat |                      | Set 1 | Set 2 | Set 3 | Totalt | Rapport |
| ------ | ----- | -------------------- | -------- | -------------------- | ----- | ----- | ----- | ------ | ------- |
| 15 Set | 12:00 | Hüberli–Betschart    | 2–0      | Brzostek–Gromadowska | 21–18 | 21–16 |       | 42–34  |         |
| 15 Set | 12:00 | Ceynowa–Kociołek     | 0–2      | Soria–Carro          | 19–21 | 21–23 |       | 40–44  |         |
| 16 Set | 14:00 | Hüberli–Betschart    | 2–0      | Soria–Carro          | 21–15 | 21–8  |       | 42–23  |         |
| 16 Set | 14:00 | Brzostek–Gromadowska | 2–0      | Ceynowa–Kociołek     | 24–22 | 21–16 |       | 45–38  |         |

#### Grupp B
| Pos | Lag                 | M | V | F | P | SV | SF | SK    | BV | BF | BK    | Kvalificering     |
| --- | ------------------- | - | - | - | - | -- | -- | ----- | -- | -- | ----- | ----------------- |
| 1   | Kozuch–Ludwig       | 2 | 2 | 0 | 4 | 4  | 0  | MAX   | 84 | 47 | 1,787 | Åttondelsfinaler  |
| 2   | Birlova–Ukolova     | 2 | 1 | 1 | 3 | 2  | 2  | 1,000 | 77 | 67 | 1,149 | Sextondelsfinaler |
| 3   | Kubíčková–Kvapilová | 2 | 1 | 1 | 3 | 2  | 2  | 1,000 | 70 | 77 | 0,909 | Sextondelsfinaler |
| 4   | Ozoliņa–Skrastiņa   | 2 | 0 | 2 | 2 | 0  | 4  | 0,000 | 44 | 84 | 0,524 |                   |

| Datum  | Tid   |                   | Resultat |                     | Set 1 | Set 2 | Set 3 | Totalt | Rapport |
| ------ | ----- | ----------------- | -------- | ------------------- | ----- | ----- | ----- | ------ | ------- |
| 15 Set | 16:00 | Kozuch–Ludwig     | 2–0      | Ozoliņa–Skrastiņa   | 21–7  | 21–16 |       | 42–23  |         |
| 15 Set | 16:00 | Birlova–Ukolova   | 0–2      | Kubíčková–Kvapilová | 12–21 | 23–25 |       | 35–46  |         |
| 16 Set | 16:00 | Kozuch–Ludwig     | 2–0      | Kubíčková–Kvapilová | 21–12 | 21–12 |       | 42–24  |         |
| 16 Set | 16:00 | Ozoliņa–Skrastiņa | 0–2      | Birlova–Ukolova     | 13–21 | 8–21  |       | 21–42  |         |

#### Grupp C
| Pos | Lag                   | M | V | F | P | SV | SF | SK    | BV  | BF | BK    | Kvalificering     |
| --- | --------------------- | - | - | - | - | -- | -- | ----- | --- | -- | ----- | ----------------- |
| 1   | Bieneck–Schneider     | 2 | 2 | 0 | 4 | 4  | 2  | 2,000 | 110 | 99 | 1,111 | Åttondelsfinaler  |
| 2   | Heidrich–Vergé-Dépré  | 2 | 1 | 1 | 3 | 3  | 2  | 1,500 | 93  | 90 | 1,033 | Sextondelsfinaler |
| 3   | Bocharova–Voronina    | 2 | 1 | 1 | 3 | 3  | 2  | 1,500 | 90  | 83 | 1,084 | Sextondelsfinaler |
| 4   | N. Strauss–T. Strauss | 2 | 0 | 2 | 2 | 0  | 4  | 0,000 | 63  | 84 | 0,750 |                   |

| Datum  | Tid   |                       | Resultat |                       | Set 1 | Set 2 | Set 3 | Totalt | Rapport |
| ------ | ----- | --------------------- | -------- | --------------------- | ----- | ----- | ----- | ------ | ------- |
| 15 Set | 12:00 | Heidrich–Vergé-Dépré  | 2–0      | N. Strauss–T. Strauss | 21–14 | 21–18 |       | 42–32  |         |
| 15 Set | 17:00 | Bieneck–Schneider     | 2–1      | Bocharova–Voronina    | 21–18 | 16–21 | 15–9  | 52–48  |         |
| 16 Set | 16:00 | Heidrich–Vergé-Dépré  | 1–2      | Bieneck–Schneider     | 17–21 | 24–22 | 10–15 | 51–58  |         |
| 16 Set | 16:00 | N. Strauss–T. Strauss | 0–2      | Bocharova–Voronina    | 18–21 | 13–21 |       | 31–42  |         |

#### Grupp D
| Pos | Lag                    | M | V | F | P | SV | SF | SK    | BV | BF | BK    | Kvalificering     |
| --- | ---------------------- | - | - | - | - | -- | -- | ----- | -- | -- | ----- | ----------------- |
| 1   | Makroguzova–Kholomina  | 2 | 2 | 0 | 4 | 4  | 0  | MAX   | 84 | 61 | 1,377 | Åttondelsfinaler  |
| 2   | van Iersel–Ypma        | 2 | 1 | 1 | 3 | 2  | 2  | 1,000 | 75 | 73 | 1,027 | Sextondelsfinaler |
| 3   | Gruszczyńska–Wachowicz | 2 | 1 | 1 | 3 | 2  | 2  | 1,000 | 81 | 94 | 0,862 | Sextondelsfinaler |
| 4   | Sinisalo–Parkkinen     | 2 | 0 | 2 | 2 | 1  | 4  | 0,250 | 83 | 95 | 0,874 |                   |

| Datum  | Tid   |                        | Resultat |                        | Set 1 | Set 2 | Set 3 | Totalt | Rapport |
| ------ | ----- | ---------------------- | -------- | ---------------------- | ----- | ----- | ----- | ------ | ------- |
| 15 Set | 16:00 | Makroguzova–Kholomina  | 2–0      | Gruszczyńska–Wachowicz | 21–17 | 21–11 |       | 42–28  |         |
| 15 Set | 14:00 | Sinisalo–Parkkinen     | 0–2      | van Iersel–Ypma        | 17–21 | 14–21 |       | 31–42  |         |
| 16 Set | 14:00 | Makroguzova–Kholomina  | 2–0      | van Iersel–Ypma        | 21–15 | 21–18 |       | 42–33  |         |
| 16 Set | 15:00 | Gruszczyńska–Wachowicz | 2–1      | Sinisalo–Parkkinen     | 15–21 | 21–16 | 17–15 | 53–52  |         |

#### Grupp E
| Pos | Lag                         | M | V | F | P | SV | SF | SK    | BV  | BF  | BK    | Kvalificering     |
| --- | --------------------------- | - | - | - | - | -- | -- | ----- | --- | --- | ----- | ----------------- |
| 1   | Kravčenoka–Graudiņa         | 2 | 2 | 0 | 4 | 4  | 1  | 4,000 | 97  | 75  | 1,293 | Åttondelsfinaler  |
| 2   | Dabizha–Rudykh              | 2 | 1 | 1 | 3 | 3  | 3  | 1,000 | 100 | 108 | 0,926 | Sextondelsfinaler |
| 3   | Lehtonen–Ahtiainen          | 2 | 1 | 1 | 3 | 2  | 2  | 1,000 | 73  | 76  | 0,961 | Sextondelsfinaler |
| 4   | Schützenhöfer–Plesiutschnig | 2 | 0 | 2 | 2 | 1  | 4  | 0,250 | 87  | 98  | 0,888 |                   |

| Datum  | Tid   |                             | Resultat |                             | Set 1 | Set 2 | Set 3 | Totalt | Rapport |
| ------ | ----- | --------------------------- | -------- | --------------------------- | ----- | ----- | ----- | ------ | ------- |
| 15 Sep | 17:00 | Kravčenoka–Graudiņa         | 2–0      | Lehtonen–Ahtiainen          | 21–14 | 21–14 |       | 42–28  |         |
| 15 Sep | 19:00 | Schützenhöfer–Plesiutschnig | 1–2      | Dabizha–Rudykh              | 19–21 | 21–17 | 13–15 | 53–53  |         |
| 16 Sep | 17:00 | Lehtonen–Ahtiainen          | 2–0      | Schützenhöfer–Plesiutschnig | 21–12 | 24–22 |       | 45–34  |         |
| 16 Sep | 19:00 | Kravčenoka–Graudiņa         | 2–1      | Dabizha–Rudykh              | 21–16 | 19–21 | 15–10 | 55–47  |         |

#### Grupp F
| Pos | Lag                 | M | V | F | P | SV | SF | SK    | BV | BF | BK    | Kvalificering     |
| --- | ------------------- | - | - | - | - | -- | -- | ----- | -- | -- | ----- | ----------------- |
| 1   | Hermannová–Sluková  | 2 | 2 | 0 | 4 | 4  | 0  | MAX   | 84 | 66 | 1,273 | Åttondelsfinaler  |
| 2   | Menegatti–Orsi Toth | 2 | 1 | 1 | 3 | 2  | 2  | 1,000 | 80 | 83 | 0,964 | Sextondelsfinaler |
| 3   | Jupiter–Chamereau   | 2 | 1 | 1 | 3 | 2  | 2  | 1,000 | 83 | 79 | 1,051 | Sextondelsfinaler |
| 4   | Namiķe–Brailko      | 2 | 0 | 2 | 2 | 0  | 4  | 0,000 | 65 | 84 | 0,774 |                   |

| Datum  | Tid   |                     | Resultat |                     | Set 1 | Set 2 | Set 3 | Totalt | Rapport |
| ------ | ----- | ------------------- | -------- | ------------------- | ----- | ----- | ----- | ------ | ------- |
| 15 Sep | 14:00 | Menegatti–Orsi Toth | 2–0      | Jupiter–Chamereau   | 21–18 | 25–23 |       | 46–41  |         |
| 15 Sep | 18:00 | Hermannová–Sluková  | 2–0      | Namiķe–Brailko      | 21–16 | 21–16 |       | 42–32  |         |
| 16 Sep | 17:00 | Hermannová–Sluková  | 2–0      | Menegatti–Orsi Toth | 21–19 | 21–15 |       | 42–34  |         |
| 16 Sep | 18:00 | Namiķe–Brailko      | 0–2      | Jupiter–Chamereau   | 17–21 | 16–21 |       | 33–42  |         |

#### Grupp G
| Pos | Lag                 | M | V | F | P | SV | SF | SK    | BV | BF | BK    | Kvalificering     |
| --- | ------------------- | - | - | - | - | -- | -- | ----- | -- | -- | ----- | ----------------- |
| 1   | Keizer–Meppelink    | 2 | 2 | 0 | 4 | 4  | 0  | MAX   | 84 | 64 | 1,313 | Åttondelsfinaler  |
| 2   | A. Fernández–Lobato | 2 | 1 | 1 | 3 | 2  | 2  | 1,000 | 76 | 73 | 1,041 | Sextondelsfinaler |
| 3   | Behrens–Tillmann    | 2 | 1 | 1 | 3 | 2  | 2  | 1,000 | 73 | 75 | 0,973 | Sextondelsfinaler |
| 4   | Briede–Paegle       | 2 | 0 | 2 | 2 | 0  | 4  | 0,000 | 63 | 84 | 0,750 |                   |

| Datum  | Tid   |                  | Resultat |                     | Set 1 | Set 2 | Set 3 | Totalt | Rapport |
| ------ | ----- | ---------------- | -------- | ------------------- | ----- | ----- | ----- | ------ | ------- |
| 15 Sep | 13:00 | Behrens–Tillmann | 0–2      | A. Fernández–Lobato | 19–21 | 12–21 |       | 31–42  |         |
| 15 Sep | 17:00 | Keizer–Meppelink | 2–0      | Briede–Paegle       | 21–13 | 21–17 |       | 42–30  |         |
| 16 Sep | 17:00 | Keizer–Meppelink | 2–0      | A. Fernández–Lobato | 21–18 | 21–16 |       | 42–34  |         |
| 16 Sep | 17:00 | Briede–Paegle    | 0–2      | Behrens–Tillmann    | 15–21 | 18–21 |       | 33–42  |         |

#### Grupp H
| Pos | Lag                    | M | V | F | P | SV | SF | SK    | BV  | BF  | BK    | Kvalificering     |
| --- | ---------------------- | - | - | - | - | -- | -- | ----- | --- | --- | ----- | ----------------- |
| 1   | L. Fernández–Baquerizo | 2 | 2 | 0 | 4 | 4  | 1  | 4,000 | 101 | 89  | 1,135 | Åttondelsfinaler  |
| 2   | Placette–Richard       | 2 | 1 | 1 | 3 | 2  | 3  | 0,667 | 92  | 89  | 1,034 | Sextondelsfinaler |
| 3   | Ittlinger–Laboureur    | 2 | 1 | 1 | 3 | 3  | 2  | 1,500 | 89  | 89  | 1,000 | Sextondelsfinaler |
| 4   | Lunde–Hjortland        | 2 | 0 | 2 | 2 | 1  | 4  | 0,250 | 86  | 101 | 0,851 |                   |

| Datum  | Tid   |                        | Resultat |                     | Set 1 | Set 2 | Set 3 | Totalt | Rapport |
| ------ | ----- | ---------------------- | -------- | ------------------- | ----- | ----- | ----- | ------ | ------- |
| 15 Sep | 13:00 | L. Fernández–Baquerizo | 2–1      | Lunde–Hjortland     | 22–20 | 20–22 | 17–15 | 59–57  |         |
| 15 Sep | 13:00 | Ittlinger–Laboureur    | 1–2      | Placette–Richard    | 16–21 | 26–24 | 5–15  | 47–60  |         |
| 16 Sep | 15:00 | L. Fernández–Baquerizo | 2–0      | Placette–Richard    | 21–18 | 21–14 |       | 42–32  |         |
| 16 Sep | 15:00 | Lunde–Hjortland        | 0–2      | Ittlinger–Laboureur | 12–21 | 17–21 |       | 29–42  |         |

### Slutspel

#### Sextondelsfinaler
| Datum  | Tid   |                      | Resultat |                        | Set 1 | Set 2 | Set 3 | Totalt | Rapport |
| ------ | ----- | -------------------- | -------- | ---------------------- | ----- | ----- | ----- | ------ | ------- |
| 18 Sep | 12:45 | Dabizha–Rudykh       | 0–2      | Behrens–Tillmann       | 18–21 | 13–21 |       | 31–42  |         |
| 18 Sep | 12:45 | Soria–Carro          | 1–2      | Lehtonen–Ahtiainen     | 22–20 | 12–21 | 11–15 | 45–56  |         |
| 18 Sep | 12:45 | Menegatti–Orsi Toth  | 2–1      | Bocharova–Voronina     | 23–21 | 13–21 | 15–12 | 51–54  |         |
| 18 Sep | 12:45 | Kubíčková–Kvapilová  | 0–2      | Jupiter–Chamereau      | 18–21 | 24–26 |       | 42–47  |         |
| 18 Sep | 12:00 | Placette–Richard     | 0–2      | Brzostek–Gromadowska   | 17–21 | 23–25 |       | 40–46  |         |
| 18 Sep | 12:00 | van Iersel–Ypma      | 2–1      | Birlova–Ukolova        | 21–23 | 21–14 | 15–10 | 57–47  |         |
| 18 Sep | 12:00 | Heidrich–Vergé-Dépré | 2–0      | Gruszczyńska–Wachowicz | 21–17 | 21–10 |       | 42–27  |         |
| 18 Sep | 12:00 | A. Fernández–Lobato  | 0–2      | Ittlinger–Laboureur    | 14–21 | 19–21 |       | 33–42  |         |

#### Åttondelsfinaler
| Datum  | Tid   |                        | Resultat |                      | Set 1 | Set 2 | Set 3 | Totalt | Rapport |
| ------ | ----- | ---------------------- | -------- | -------------------- | ----- | ----- | ----- | ------ | ------- |
| 18 Sep | 17:10 | Hüberli–Betschart      | 0–2      | Behrens–Tillmann     | 18–21 | 15–21 |       | 33–42  |         |
| 18 Sep | 17:10 | L. Fernández–Baquerizo | 1–2      | Lehtonen–Ahtiainen   | 21–13 | 19–21 | 15–17 | 55–51  |         |
| 18 Sep | 17:10 | Kravčenoka–Graudiņa    | 0–2      | Menegatti–Orsi Toth  | 16–21 | 13–21 |       | 29–42  |         |
| 18 Sep | 17:10 | Makroguzova–Kholomina  | 2–0      | Jupiter–Chamereau    | 21–15 | 21–17 |       | 42–32  |         |
| 18 Sep | 16:20 | Bieneck–Schneider      | 2–1      | Brzostek–Gromadowska | 18–21 | 21–16 | 15–10 | 54–47  |         |
| 18 Sep | 16:20 | Hermannová–Sluková     | 2–0      | van Iersel–Ypma      | 21–13 | 21–10 |       | 42–23  |         |
| 18 Sep | 16:20 | Keizer–Meppelink       | 0–2      | Heidrich–Vergé-Dépré | 24–26 | 16–21 |       | 40–47  |         |
| 18 Sep | 16:20 | Kozuch–Ludwig          | 2–0      | Ittlinger–Laboureur  | 21–15 | 21–16 |       | 42–31  |         |

#### Kvartsfinaler
| Datum  | Tid   |                      | Resultat |                       | Set 1 | Set 2 | Set 3 | Totalt | Rapport |
| ------ | ----- | -------------------- | -------- | --------------------- | ----- | ----- | ----- | ------ | ------- |
| 19 Sep | 12:00 | Behrens–Tillmann     | 2–0      | Lehtonen–Ahtiainen    | 22–20 | 21–18 |       | 43–38  |         |
| 19 Sep | 13:00 | Menegatti–Orsi Toth  | 0–2      | Makroguzova–Kholomina | 16–21 | 13–21 |       | 29–42  |         |
| 19 Sep | 14:00 | Bieneck–Schneider    | 1–2      | Hermannová–Sluková    | 26–28 | 21–12 | 12–15 | 59–55  |         |
| 19 Sep | 14:00 | Heidrich–Vergé-Dépré | 2–1      | Kozuch–Ludwig         | 17–21 | 21–16 | 15–4  | 53–41  |         |

#### Semifinaler
| Datum  | Tid   |                    | Resultat |                       | Set 1 | Set 2 | Set 3 | Totalt | Rapport |
| ------ | ----- | ------------------ | -------- | --------------------- | ----- | ----- | ----- | ------ | ------- |
| 19 Sep | 18:15 | Behrens–Tillmann   | 2–0      | Makroguzova–Kholomina | 21–19 | 21–17 |       | 42–36  |         |
| 19 Sep | 19:15 | Hermannová–Sluková | 0–2      | Heidrich–Vergé-Dépré  | 11–21 | 17–21 |       | 28–42  |         |

#### Match om tredjepris
| Datum  | Tid   |                       | Resultat |                    | Set 1 | Set 2 | Set 3 | Totalt | Rapport |
| ------ | ----- | --------------------- | -------- | ------------------ | ----- | ----- | ----- | ------ | ------- |
| 20 Sep | 15:00 | Makroguzova–Kholomina | 2–0      | Hermannová–Sluková | 25–23 | 21–18 |       | 46–41  |         |

#### Final
| Datum  | Tid   |                  | Resultat |                      | Set 1 | Set 2 | Set 3 | Totalt | Rapport |
| ------ | ----- | ---------------- | -------- | -------------------- | ----- | ----- | ----- | ------ | ------- |
| 20 Sep | 16:00 | Behrens–Tillmann | 1–2      | Heidrich–Vergé-Dépré | 21–18 | 14–21 | 16–18 | 51–57  |         |